# Stary kościół ewangelicki w Grudziądzu
Stary kościół ewangelicki w Grudziądzu – późnobarokowo-klasycystyczna świątynia na Rynku, zbudowana pod koniec XVIII w., rozebrana w końcu wieku XIX.

## Historia
Wpływy reformacji w Grudziądzu, nasilające się od 1524 roku, doprowadziły do odejścia od katolicyzmu większości mieszkańców i zorganizowania parafii ewangelickiej (luterańskiej) w roku 1563, co zatwierdził przywilej króla Zygmunta Augusta w 1569 roku. Protestanci uzyskali prawo odprawiania nabożeństw w farze, którą wkrótce przejęli do wyłącznego użytkowania, w kościele szpitalnym Św. Ducha i w kaplicy św. Jerzego za murami. Już w 1598 r. musieli zwrócić oba kościoły katolikom. Przez kilka lat nabożeństwa były odprawiane w kaplicy zamkowej, potem w Lwim Spichrzu i znowu w kościele Św. Ducha (w międzyczasie kaplica na przedmieściu uległa zniszczeniu). Od 1624 r. do XVIII w. nabożeństwa odprawiano w sali w ratuszu, który w 1632 r. otrzymał wieżę (ale używanie dzwonów do celów religijnych zostało zakazane przez biskupa chełmińskiego, podobnie samo odprawianie nabożeństw również natrafiało na przeszkody), obok którego mieściła się też szkoła miejska. Podczas Potopu szwedzkiego w latach 1656–1659 ewangelicy ponownie zajęli pozbawiony duchownych kościół farny św. Mikołaja. Po spaleniu ratusza podczas odbijania miasta z rąk Szwedów, gmach został odbudowany i kaplica zyskała bogaty wystrój wewnętrzny, wykonany z fundacji wiernych. 

### Pod zaborem pruskim
Po zajęciu miasta przez Prusy w wyniku I rozbioru Polski w 1772 r., w latach 1783–1784 we wschodniej części Rynku obok ratusza wzniesiono pod nadzorem skarbnika miejskiego Pegelowa kościół ewangelicki, służący parafii miejskiej i - do 1823 r. na potrzeby wojska. Uroczyste poświęcenie miało miejsce 23 stycznia 1785 roku. Do początków XIX w. oprócz głównych niemieckich, odbywały się ponadto nabożeństwa dla polskiej mniejszości wyznawców. 
Już od 1841 prowadzono starania o wybudowanie większego kościoła. Jak bardzo było to uzasadnione, świadczy tragedia, jaka rozegrała się 7 czerwca 1861 r., gdy wskutek przypadkowego wybuchu paniki podczas nabożeństwa życie straciło kilkanaście osób. Dopiero w 1881 r. zakupiono obszerną parcelę poza Starym Miastem, przy obecnej ul. Mickiewicza nad Trynką, co zresztą jeszcze w XVIII w. proponował Fryderyk Wielki, lecz wbrew jego woli wierni wtedy wybrali lokalizację bardziej prestiżową, lecz kłopotliwą. Już w 1889 zbudowano plebanię, a w końcu nowy duży kościół (1896–1898), do dziś istniejący, lecz obecnie służący katolikom. Ostatnie nabożeństwo w kościele na Rynku odprawiono w czerwcu 1898 r., wyposażenie uległo rozproszeniu, a rok później zdecydowano się na rozbiórkę starej świątyni, po której nie pozostał żaden ślad.

## Architektura
Znaczne fundusze na budowę przeznaczył król Fryderyk II i dlatego świątynię nazywano kościołem Fryderykowskim (niem. Friedrichskirche). Była to stosunkowo wysoka budowla salowa, kryta trójspadowym dachem, początkowo bez wieży. Skromna trójosiowa fasada z trójkątnym szczytem była zwrócona w stronę południową. Tynkowane elewacje o oszczędnej dekoracji pilastrowej ożywiały wysokie prostokątne okna. Wewnątrz na niedużej powierzchni, w tym na - zapewne dwukondygnacyjnych - emporach stłoczonych było około 600 miejsc siedzących. Rychło po ukończeniu budowy okazało się, że prace zostały wykonane w wadliwy sposób, co wymagało stałych napraw, ale było charakterystyczną cechą fryderycjańskich domów modlitwy masowo wznoszonych w końcu XVIII w. na zajętych terenach. Zresztą, kościół grudziądzki należał wśród nich do korzystnie wyróżniających się szatą zewnętrzną. 
Nieco później dodano niską drewnianą wieżyczkę z zegarem przeniesionym z rozebranego pałacu biskupiego w Starogrodzie Chełmińskim i z 4 dzwonami. W latach 1830–1832 prowadzono zbiórkę pieniędzy na nowe organy, w 1844 r. obraz ołtarzowy namalował nauczyciel rysunku Dreetz, a w 1884 r. umieszczono następny, malowany przez popularnego artystę grudziądzkiego Gustava Breuninga. Przejęty z kaplicy w ratuszu obraz Sąd Ostateczny od 1900 r. znajduje się w zbiorach muzeum.